# Payday 3
Payday 3 é um jogo de tiro em primeira pessoa desenvolvido pela Overkill Software e Starbreeze Studios e publicado pela Deep Silver. É uma sequência direta do seu antecessor Payday 2. O jogo foi lançado em 21 de setembro de 2023.

## Contexto
A história do jogo aconteceu após o final de Payday 2, onde os assaltantes seguiram caminhos separados e deixaram suas vidas de crime, mas algo motiva novamente a gangue Payday a continuar a vida de crime. A equipe original de personagens originários de Payday: The Heist ("Dallas", "Chains", "Wolf" e "Hoxton") apareceria em Payday 3, e o jogo acontece principalmente em Nova Iorque.

## Desenvolvimento
A desenvolvedora Starbreeze Studios anunciou em maio de 2016 que Payday 3 estava em desenvolvimento na Overkill Software, depois que a Starbreeze adquiriu os direitos de propriedade intelectual por cerca de 30 milhões de dólares. Em março de 2021, Plaion (anteriormente Koch Media) se comprometeu a pagar 50 milhões € para auxiliar no desenvolvimento e marketing do jogo, incluindo mais de 18 meses de suporte pós-lançamento usando o modelo games em serviço. Payday 3 foi desenvolvido usando Unreal Engine 4, mas foi atualizado para usar Unreal Engine 5 após o lançamento. Em 1 de janeiro de 2023, um teaser trailer intitulado A New Criminal Dawn foi lançado, revelando seu logotipo. As versões de console também serão a mesma versão do jogo nas plataformas de PC, ao contrário de seu antecessor. Overkill afirma que isso se deve ao jogo ser criado usando o Unreal Engine. Em junho de 2023, Overkill anunciou que o jogo seria lançado em 21 de setembro de 2023.

## Recepção
O jogo acabou performando abaixo das expectativas, com uma recepção morna de críticos e do público. Segundo o website Metacritic, as resenhas do jogo foram "mistas ou medianas".
Payday 3 tornou-se o quinto e o sexto videogame mais vendido nos Estados Unidos e no Reino Unido, respectivamente, em setembro de 2023.